# 應用學習課程
應用學習課程（Applied Learning，ApL）是香港中學教育中的高中選修科目，為香港中學文憑考試的乙類科目。

## 歷史
應用學習課程2006年前稱為「職業導向課程」。
於2009年學年推行三三四高中教育改革，職業教育於高中便開始推行，主要是透過新高中選修的「應用學習課程」，鼓勵機構與學校合作推行。
另外，「應用學習中文（非華語學生適用）」由2014/15學年開始實施，為符合特定情況的非華語學生提供升學及就業的職場應用中文基礎及資歷。

## 課程設置
應用學習共有六個學習範疇，分別為：
- 創意學習
- 媒體及傳意
- 商業、管理及法律
- 服務
- 應用科學
- 工程及生產

學生最多可選修兩門，每門課程的總課時為180小時。截至2013/14年度，共有三十七門課程獲教育局官方認可。

## 課程提供機構
- 明愛社區書院
- 香港演藝學院
- 香港浸會大學持續教育學院
- 香港專業進修學校
- 香港科技專上書院
- 香港大學專業進修學院
- 嶺南大學持續進修學院
- 香港理工大學專業進修學院
- 香港伍倫貢學院
- 職業訓練局

## 相關機構
- 教育局課程發展處應用學習組

- 教育局建立一個由香港課程發展議會應用學習委員會、香港學術及職業資歷評審局和香港考試及評核局參與的應用學習質素保證機制，以確保課程是根據設計原則而發展、按課程設計教授，以及學生的學習成果能達到香港資歷架構設定的水平[6]。

## 反饋
研究指出，新高中教師普遍認同應用學習有助學生就業及提升學習動機，但教師對應用學習的升學功能略有保留。然而，如升學目標並非主流大學，而是職業為導向的專上課程，則教師認為應用學習有助學生銜接專上教育。

## 外部連結
- 應用學習 教育局
- 應用學習課程一覽表（2025-27 年度；2027 年香港中學文憑考試）
- 乙類:應用學習科目 香港考試及評核局
- 應用學習 Applied Learning